# John Zorn
John Zorn (New York, 2 settembre 1953) è un compositore, sassofonista e polistrumentista statunitense.
Zorn è un musicista estremamente attivo, con più di cento album a suo nome e un'attività che spazia tra svariati generi musicali. Probabilmente gli ambiti dove è più conosciuto sono quelli della musica contemporanea e di quella jazz. Tra i suoi progetti più conosciuti vi sono il gruppo rock sperimentale Acoustic/Electric Masada e il supergruppo Naked City, in cui hanno suonato Bill Frisell, Fred Frith e Joey Baron. Possiede l'etichetta Tzadik Records e ha lavorato con molti musicisti, in particolar modo nella musica improvvisata, fondendo musica contemporanea, jazz e rock (addirittura death metal e grindcore), e producendo diversi progetti.
È considerato una delle figure-chiave della musica contemporanea.

## Biografia
Durante l'infanzia suonò pianoforte, chitarra e flauto. Frequentò il college di Saint Louis dove scoprì il free jazz, prima di abbandonare gli studi e trasferirsi a Manhattan. Qui iniziò a organizzare concerti nel suo piccolo appartamento, suonando flauti, richiami per anatre, cassette, insomma quasi qualsiasi cosa gli passasse tra le mani. Questa prima fase della sua attività è dedicata soprattutto alla composizione dei cosiddetti Game Pieces, in cui i musicisti possono improvvisare seguendo alcune regole strutturali predefinite.
A metà degli anni ottanta firmò un contratto con l'etichetta Elektra-Nonesuch. I primi lavori che lo affermarono internazionalmente furono probabilmente The Big Gundown (album-tributo a Ennio Morricone del 1986) e Spillane del 1987. Il primo album dei Naked City del 1990 ne consolidò definitivamente la fama.
Nei primi anni novanta ha registrato per le etichette giapponesi DIW Records e Avant; nel 1995 ha fondato la Tzadik Records, sulla quale è diventato estremamente prolifico, facendo uscire molte sue registrazioni ogni anno e pubblicando i lavori di molti altri musicisti.
La sua produzione include le registrazioni delle sue tre band: Masada, band influenzata dal jazz di Ornette Coleman che suona delle composizioni basate sulle scale della musica ebraica; i Naked City, un cocktail aggressivo tra jazz, rock e grindcore; i Painkiller, un mix di grindcore e free jazz, a cui Zorn collabora con Mick Harris dei Napalm Death.
Zorn ha collaborato con un gran numero di musicisti, tra cui Bill Frisell, Robert Quine, Wayne Horvitz, Derek Bailey, Fred Frith, Keiji Haino, Alfred Harth, Bill Laswell e Mike Patton. Ha scritto musica per programmi televisivi e film, disponibile nella raccolta Filmworks edita dalla Tzadik Records, spaziando tra jazz e musica classica. Zorn ha collaborato anche con Dave Lombardo, con cui ha inciso i due dischi Taboo and Exile e Xu Feng.
Nel 2006 Zorn è stato nominato MacArthur Fellow. Nel 2007 ha ricevuto il premio William Schuman dalla School of Arts della Columbia University, conferito come riconoscimento per la sua attività di compositore i cui lavori sono stati riconosciuti di ampia e duratura importanza.

### Primo periodo: iGame Pieces
I lavori più importanti del primo periodo, tra la fine degli anni settanta e l'inizio degli anni ottanta, includono diversi Game Pieces, nei quali i musicisti esecutori vengono fatti improvvisare seguendo determinate regole strutturali. Queste registrazioni hanno principalmente nomi di sport (Pool, Archery e Lacrosse). Il game piece che è stato suonato più frequentemente probabilmente è Cobra, registrato la prima volta nel 1987 ed in seguito nel 1994 e nel 1995 ed eseguito live svariate volte. In queste composizioni si usano segnali, regole e strategie per organizzare e mettere regole sull'improvvisazione  degli esecutori. Zorn discute la filosofia musicale di questi suoi primi lavori nel libro Talking Music di William Duckworth.

### La notorietà internazionale
Il disco che ha reso noto Zorn al di fuori dell'ambito della musica d'avanguardia è probabilmente The Big Gundown: John Zorn Plays the Music of Ennio Morricone, pubblicato nel 1985 dalla Nonesuch Records, in cui Zorn  propose degli arrangiamenti radicali di alcuni temi celebri delle colonne sonore cinematografiche di Morricone, arricchendoli di elementi provenienti dalla musica tradizionale giapponese, dal soul jazz e da altri generi musicali. The Big Gundown fu apprezzato dallo stesso Morricone.
Altri due lavori che ne segnarono la svolta musicale sono Godard, uscito nel 1986 nella raccolta The Godard Fans: Godard Ca Vous Chante? e dedicato al regista Jean-Luc Godard, e Spillane, uscito nel 1987 per la Nonesuch Records e dedicato allo scrittore Mickey Spillane. Entrambe le composizioni sono a blocchi formali e si ispirano musicalmente all'opera del compositore Carl Stalling, autore della musica di molti cartoni animati della Warner Bros.

### Interprete jazz
Zorn ha inciso vari tributi jazz, con composizioni di diversi musicisti. Tra questi spiccano:
- Voodoo (1986), del Sonny Clark Memorial Quartet, che oltre a Zorn includeva Wayne Horvitz, Ray Drummond e Bobby Previte)
- Spy vs Spy (1989), tributo ad Ornette Coleman con approccio hardcore punk
- News for Lulù (1988) e More News for Lulù (1992), dove Zorn, Bill Frisell e George Lewis interpretano composizioni di Kenny Dorham, Sonny Clark, Freddie Redd e Hank Mobley

### Hardcore
Zorn ha fondato i Naked City nel 1989. La band, oltre a Zorn al sassofono, comprendeva Bill Frisell alla chitarra, Wayne Horvitz alle tastiere, Fred Frith al basso e Joey Baron alle percussioni; in varie occasioni comprendeva pure il cantante Yamatsuka Eye. Il genere musicale era un miscuglio swing, surf-rock, free jazz, country e thrash metal, con elementi di ambient  e musica classica. La band era famosa per le hardcore miniatures, brevi e intense composizioni della durata di circa un minuto contenenti riferimenti a più stili musicali. Le cover effettuate dal gruppo in uno stile molto originale travalicavano le barriere dei generi, comprendendo pezzi di Ennio Morricone, brani di Ornette Coleman e composizioni di musica classica.
Zorn ha fondato nel 1991 i Painkiller, gruppo hardcore che mescolava principalmente grindcore e free-jazz. La band comprendeva Zorn al sassofono, Bill Laswell al basso e Mick Harris, ex-membro del gruppo grindcore Napalm Death, alle percussioni.
Entrambe le band sono state criticate per i contenuti violenti delle copertine dei dischi. Zorn lasciò la Electra Nonesuch proprio in seguito alle critiche dell'etichetta discografia sulle immagini violente riportate sul secondo disco dei Naked City, Grand Guignol. I rimanenti album dei Naked City uscirono quindi per l'etichetta giapponese Avant.
Nel 2006 sono usciti due nuovi album di genere noise-metal composti da Zorn con Mike Patton come cantante, Trevor Dunn al basso, e Joey Baron alle percussioni: Moonchild e Astronome. Nel 2007 è uscito un altro disco con questo trio ed altri musicisti: Six Litanies for Heliogabalus. The Crucible, quarto capitolo della serie, è stato pubblicato a fine novembre 2008, e vede la presenza alla chitarra, come guest star, di Marc Ribot. Nel 2010 viene il turno di Ipsissimus, registrato con la stessa formazione del precedente capitolo.

### Masada
Nel novembre 1992 Zorn registrò l'album Kristallnacht, una suite di sette composizioni che fanno riferimento alla Notte dei cristalli, il pogrom condotto dai nazisti nella notte tra il 9 e 10 novembre 1938 in tutta la Germania. Partendo da questa composizione, Zorn ha iniziato ad esplorare la propria eredità ebraica e ad interessarsi ai generi musicali di questa tradizione. Nei tre anni successivi ha composto una serie di circa 200 pezzi, che fondono la musica tradizionale ebraica con il jazz; i titoli stessi di queste composizioni sono in lingua ebraica. Questa raccolta di pezzi è conosciuta come Masada.
Il quartetto originale era composto da John Zorn al sassofono, Dave Douglas alla tromba, Greg Cohen al contrabbasso e Joey Baron alle percussioni. Il gruppo aveva originariamente suonato assieme nella colonna sonora del film Thieves Quartet, pubblicata sull'album Filmworks III. Successivamente questa stessa formazione ha inciso dieci dischi studio per l'etichetta giapponese DIW, ciascuno contrassegnato da una lettera dell'alfabeto ebraico. La band ha inoltre intrapreso una frenetica attività live. Il quartetto si è sciolto nel 2007.
I vari pezzi del canzoniere Masada sono stati successivamente arrangiati da Zorn per varie formazioni. Tra queste sono rappresentative il sestetto Bar Kokhba, il Masada String Trio e l'Electric Masada.
Nel 2004 Zorn ha iniziato la composizione di una seconda serie di pezzi Masada, intitolandola Masada Book Two, Book of Angels.

### Musica da film
Uno degli innumerevoli filoni della produzione musicale di John Zorn riguarda appunto la musica da film. Le colonne sonore da lui composte vengono pubblicate su Tzadik nella serie Filmworks, giunta adesso al Volume 23. Tra le innumerevoli fonti di ispirazione si possono senz'altro annoverare Ennio Morricone e Carl Stalling. Nel 2005 è uscita la raccolta Filmworks Anthology, 1986 to 2005, un'eccellente introduzione a questo aspetto della sua produzione.

### Musica classica
Zorn è anche un prolifico compositore di musica classica contemporanea. Tra le innumerevoli composizioni possiamo ricordare il Books of Heads per chitarra, Cat o' Nine Tails e The Dead Man per quartetto d'archi, Carny per pianoforte e Kol Nidre, arrangiato sia per quartetto d'archi che per clarinetto.